# Ermita de la Virgen del Val (Pedro)
La ermita de la Virgen del Val se encuentra situada a unos 200 metros al noroeste de la localidad de Pedro, a los pies de la sierra de Grado, en el término municipal de Montejo de Tiermes, al sur de la provincia de Soria (España).
La ermita consta de una sola nave con ábside rectangular y pórtico al sur, formado por cuatro pilares de madera que descansan en toscas basas de piedra.

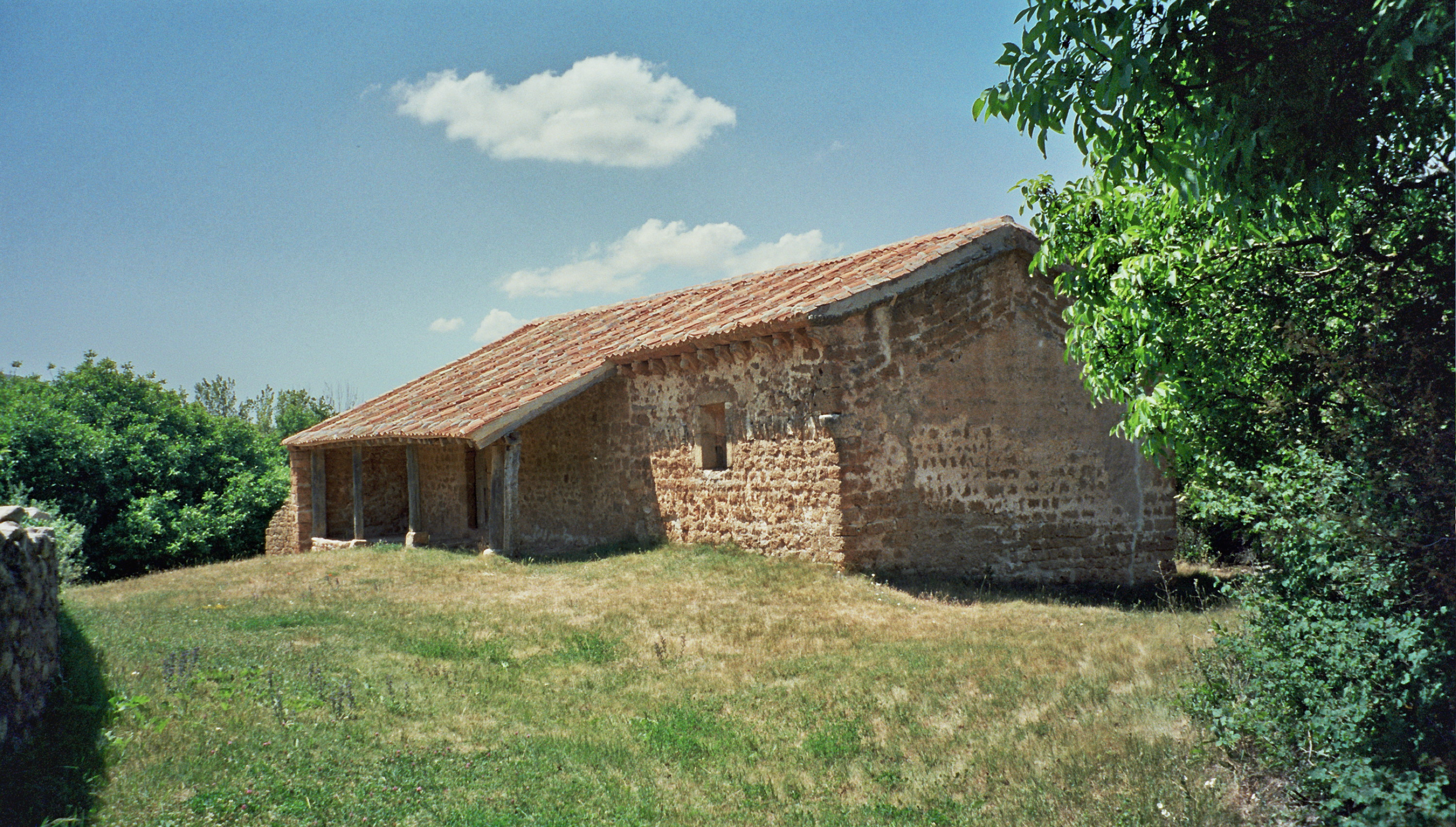
Ermita de la Virgen del Val.

Cobijada por el pórtico se abre la puerta de acceso mediante arco de medio punto apoyado en impostas de nacela y elementos decorativos reutilizados en sus jambas.
En el muro occidental se observa una puerta cegada, con dovelaje irregular, y dos dovelas reutilizados como cuñas sobre las jambas.
Los muros del ábside están constituidos en su parte baja, por sillares de pequeño y mediano tamaño de piedra de toba, con un recrecido a media altura de sillares dispuestos irregularmente, siguiendo la línea anterior de la pendiente de cubierta, de lo que se deduce la existencia de dos momentos constructivos distintos. Se remata con una cornisa sin decoración, que en los muros norte y sur presenta una serie de canecillos de época románica, que nos fechan la segunda fase constructiva.
En su interior, ábside y nave, se estructuran como dos espacios diferenciados, comunicados por arco de medio punto, cubriéndose con bóveda de cañón y entramado de madera, respectivamente.
El muro norte, presenta un banco de piedra corrido, que en la parte occidental se completa con un pequeño coro sobreelevado por encima del banco.